# Allemansrecht
Het allemansrecht (Fins: jokamiehenoikeus; Noors: allemannsretten; Zweeds: allemansrätten) is het in Finland, Noorwegen en Zweden geldende gewoonterecht om particuliere grond te betreden om van de vrije natuur te genieten.
Toegestaan is onder andere: wandelen, fietsen, zwemmen en varen, niet-beschermde bloemen, paddenstoelen en bessen plukken, en voor één nacht een tent opzetten. Voorwaarde is dat geen schade aan de natuur of aan landbouwgewassen wordt aangericht en dat de eigenaar niet wordt gestoord. Het is niet toegestaan om te jagen en te vissen. Vuur maken, motorvoertuigen gebruiken en honden los laten lopen kan aan plaatselijke beperkingen onderhevig zijn.